# Evangelisch-Lutherische Kirche Fürstenwalde (Spree)

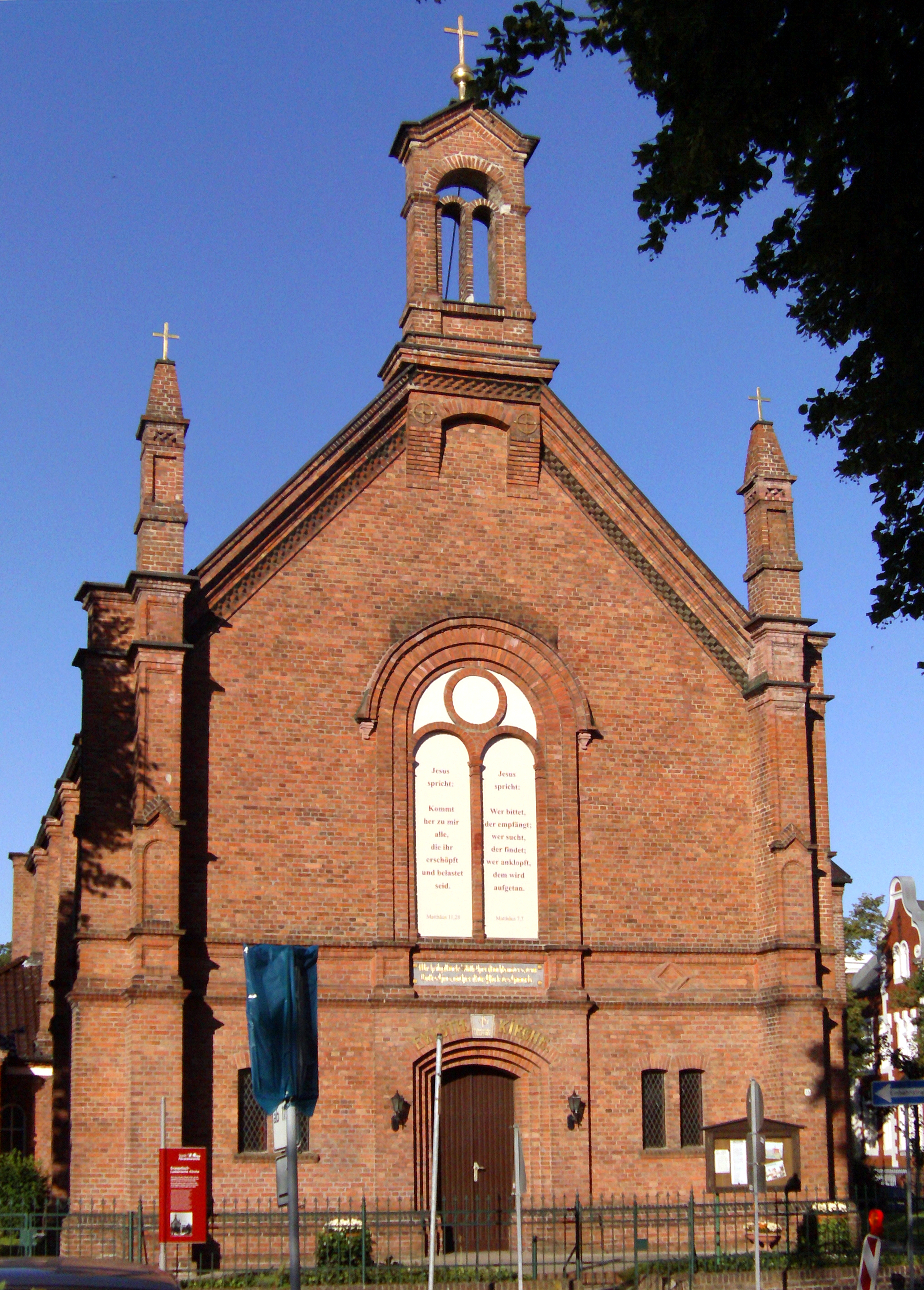
Die Evangelisch-Lutherische Kirche in Fürstenwalde (Spree)

Das Gebäude der Evangelisch-Lutherischen Kirche Fürstenwalde in Fürstenwalde/Spree in Brandenburg steht in der Dr.-Wilhelm-Külz-Str. 55 (Ecke Sembritzki-Straße). Die Kirchengemeinde gehört zur Selbständigen Evangelisch-Lutherischen Kirche (SELK) im Sprengel Ost, Kirchenbezirk Berlin-Brandenburg. Sie ist seit 1993 denkmalgeschützt.

## Geschichte
Der Architekt des Kirchbaus war Gustav Goetze. Der Grundstein wurde am 19. September 1882 gelegt, die Einweihung fand am 4. November 1883 statt. Weil den altlutherischen Gemeinden damals der Bau von Kirchtürmen und die Nutzung von Glocken verboten war, hat die Kirche nur eine hochgezogene Giebelwand an der Stirnseite. Das Pfarrhaus wurde zusammen mit der Kirche rechts neben dem Kirchenschiff errichtet. Im Jahre 1909 wurde links neben dem Kirchenschiff ein Gemeindesaal angebaut. Die Kirche ist im Zweiten Weltkrieg durch einen Kanonenschuss nur leicht beschädigt worden. Kirche, Pfarrhaus und Gemeindesaal wurden 1992 gründlich saniert. Die lutherische Kirche ist das einzige Kirchgebäude der Stadt, das zwei Weltkriege nahezu unbeschädigt überstanden hat.

## Gründe für den Denkmalschutz

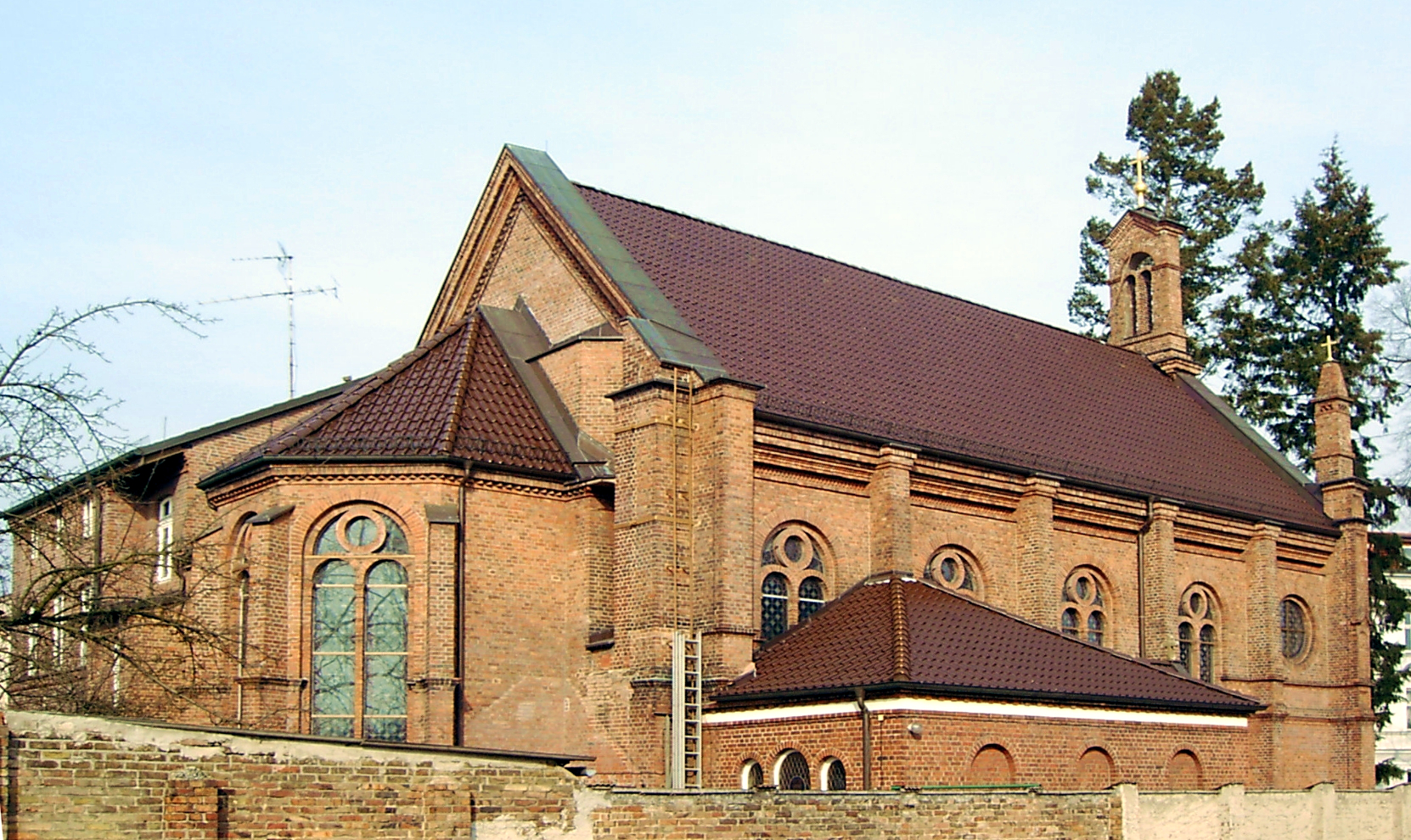
Kirchenschiff mit Apsis, im Hintergrund das Pfarrhaus

Im Bescheid der Denkmalschutzbehörde von 1993 heißt es:
Bei der Kirche, die von dem Architekten Gustav Goetze in neogotischen und historisierenden Formen errichtet wurde, handelt es sich um einen turmlosen, einschiffigen Saal von fünf Jochen, der als Sichtziegelbau (rote Ziegel) erbaut worden ist. Die Schau- und Eingangsseite ist nach Osten gerichtet; die Chorseite mit eingezogenem, niedrigerem Chor nach Westen. Ein steiles Satteldach deckt das Kirchenschiff. Der Außenbau wirkt durch seine sparsam, aber gezielt eingesetzten Gliederungselemente. Die Längsseiten und das Chorpolygon werden pro Joch von einem hohen, rundbogig geschlossenen und mit schlichtem Maßwerk gefüllten Fenster belichtet. Die Jocheinteilung markieren nach außen kräftig vorspringende Strebepfeiler, die sich über dem durchgehenden, stark profiliert vorspringenden Kranzgesims verkröpfen. In halber Wandhöhe umlaufen das gesamte Kirchenschiff doppelte Gesimse, die von schwarz glasierten Ziegelstreifen begleitet werden. Die eigentliche Schauseite stellt zweifellos die zur Straße gerichtete Giebelfront dar. Die Kirche mit Pfarrhaus ist in ihrer völlig intakten inneren wie äußeren Struktur einzigartig unter den Kirchenbauten in Fürstenwalde. Für die Kunstwissenschaft ist die Harmonie von Baukörper und Dekor sowie die Ausstattung, an der die historischen Stilausprägungen beispielhaft ablesbar werden, von großer Bedeutung, so daß der Kirchenbau ein wichtiges Dokument für die Erforschung der Baukunst zum Ende des 19. Jahrhunderts darstellt. Das in sparsamen Formen, mit Stilmitteln der historischen Architektur gestaltete Bauwerk steht insgesamt in einer überaus harmonischen Gesamtwirkung, wobei Innen- und Außenbau aufeinander abgestimmt sind. Der Denkmalwert liegt daher auch auf hoher künstlerischer Ebene.